# Gaskammare

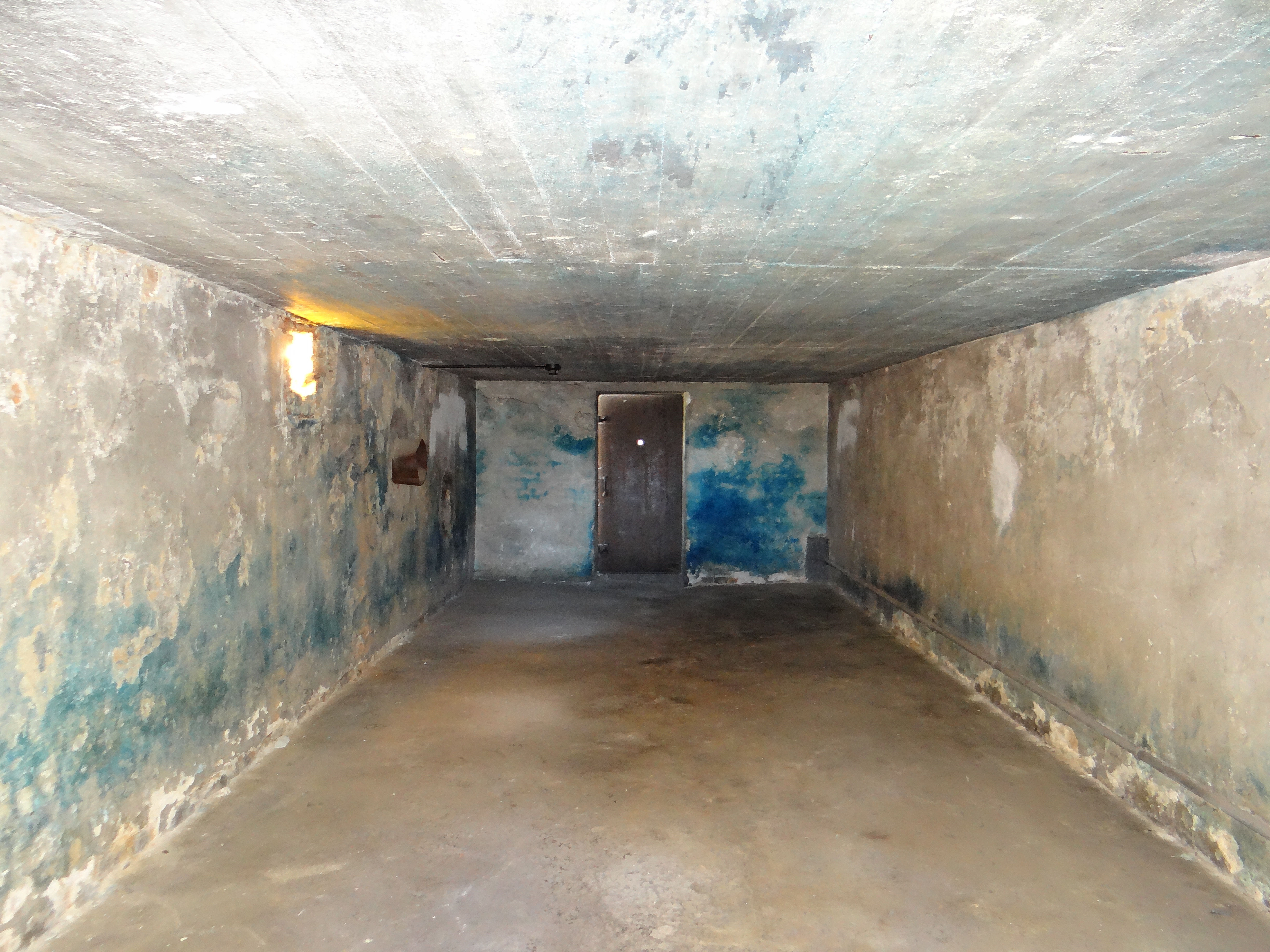
Gaskammare i förintelselägret Majdanek.

Gaskammare avser ett utrymme för avlivning av djur eller avrättning av människor med användning av giftig gas.

## Gaskammare i botanik och fysik
Det äldsta belägget för ordet "gaskammare" i svenska språket är från 1891. Gaskammare användes från början för att vid mikroskopi studera gasers verkan på strukturer och organismer. En samtida synonym till engelskans gas chamber var gas oven (gasugn), men denna synonym försvann gradvis, antagligen för att man ansåg att det berövade offren för förintelsen deras värdighet. Ordet fick senare en annan betydelse.

## Gaskammare för avrättningar

### Nazityskland
I Nazitysklands koncentrations- och förintelseläger användes gaskammare för att döda judar, politiska motståndare, romer, funktionshindrade, psykiskt sjuka och andra för regimen misshagliga personer. Experiment med gasning av människor utfördes första gången på sovjetiska krigsfångar. Metoden ansågs vara kostnadseffektivare än arkebusering, som hade använts dittills. I Auschwitz användes Zyklon B, i Treblinka och Sobibór kolmonoxid från motorer.
Auschwitz II (Birkenau) var det läger i Nazityskland där flest människor gasades och sedan kremerades. Det tyska företaget J. A. Topf & Söhne, som ritade och tillverkade flera av förintelselägrets krematorier, utvecklade även teknik för befintliga gaskammare och designade gaskamrarna som byggdes in i deras nya krematorier 1943.

### USA

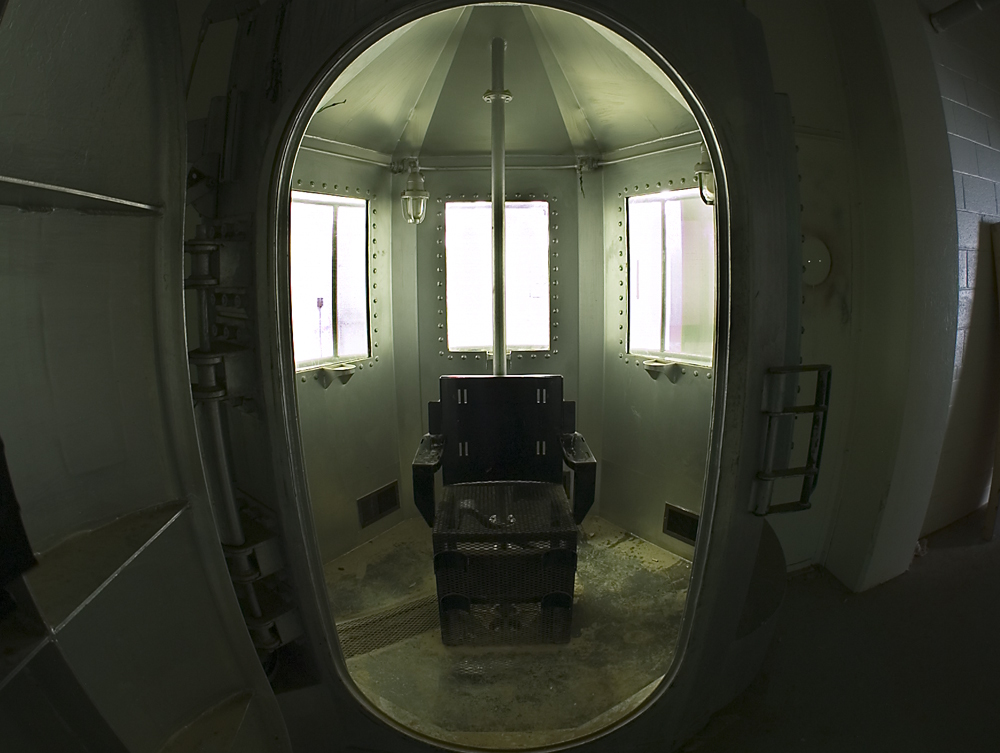
Den tidigare gaskammaren vid New Mexico State Penitentiary, användes endast en gång 1960.

Avrättning med gas i USA
Gas som alternativ metod
Har tidigare använt gas
Har aldrig använt gas

I USA kan vissa delstater använda gasning som alternativ avrättningsmetod. Verkställandet inleds med att den dömde placeras i en stol och spänns fast. Stolen står i ett speciellt gastätat rum (gaskammare) som tillsluts. En öppen behållare som finns under stolen fylls med svavelsyra genom ett rör från utsidan av kammaren. Ovanför behållaren finns en öppningsbar låda med pellets av kaliumcyanid. När domen verkställs öppnas lådan och kaliumcyaniden faller ner i svavelsyran. Den kemiska reaktionen mellan de båda ämnena bildar då en gas av vätecyanid, samma sort som Zyklon B. Genom ett stetoskop som blivit fäst på den dömdes bröst och är anslutet till utsidan av kammaren kan en läkare avgöra när döden har inträffat. Den gas som då finns kvar sugs ut med kraftiga fläktar och personal med skyddsmasker sanerar sedan kammaren och den avrättade med ammoniak.
Gasning användes första gången som avrättningsmetod 1915 i Utah och blev med tiden förknippad med San Quentin-fängelset i Kalifornien. Med tiden hamnade den i vanrykte då metoden kom att förknippas med nazisternas massmord under andra världskriget.

## Gasning vid slakt av djur
Inom slakterinäringen förekommer bedövning av djur genom gasning i slutna utrymmen. Bedövningsgasen är koldioxid som på några minuter söver djuren som sedan töms på blod och avlider utan att vakna. AGA beslutade 2002 att sluta sälja koldioxidgas för olovlig avlivning av höns i ladugårdar. Reglerna har ändrats. Den som vill avliva värphöns med koldioxid efter avslutad produktionsomgång behöver inte längre ansöka om dispens från Statens jordbruksverk.